# دهستان لوداب
لوداب، دهستانی است از توابع بخش لوداب شهرستان بویراحمد در استان کهگیلویه و بویراحمد ایران.

## جمعیت
بر اساس سرشماری سال ۱۳۸۵ جمعیت آن ۹٬۳۹۲ نفر (۱٬۸۶۴ خانوار) بوده‌است.